# Herbie Monte Carlóba megy
A Herbie Monte Carlóba megy vagy A kicsi kocsi Monte Carlóba megy (eredeti cím: Herbie Goes to Monte Carlo) 1977-es amerikai filmvígjáték. Rendezte Vincent McEveety. A forgatókönyvet Arthur Alsberg és Don Nelson írta.
Az Amerikai Egyesült Államokban 1977. június 24-én mutatták be, Magyarországon 1988. június 9-én kezdték vetíteni a mozik. Tévében a Duna Televízió vetítette új szinkronnal 1994-ben.

## Cselekmény
Jim Douglas autóversenyző és szerelője, Wheeley Applegate részt vesznek a Párizsból Monte-Carlóba tartó Trans-France autóversenyen a VW Bogár Herbie-vel. Douglas elmondása szerint ez az első versenye tizenkét év után. A verseny alatt Herbie „beleszeret” Giselle-be, egy Lancia Scorpionba, amelynek tulajdonosa a ralin résztvevő Diane Darcy; Jim és Diane első találkozása nem sikerül jól.
Jim legkeményebb ellenfelei a német Bruno von Stickle, aki egy Porsche 917-es versenyzője, és a francia Claude Gilbert, aki egy De Tomaso Panterával versenyez.
Míg Herbie és Giselle között szerelem alakul ki első látásra, Diane kezdetben elutasítóan reagál Jimre. Ők ketten csak a verseny végén találnak egymásra, amikor Herbie kihúzza Diane autóját egy tóból.
A versennyel egy időben Max és Quincey ékszertolvajok ellopják az Etoile de Joie ékkövet, és Herbie benzintankjába rejtik; Bouchet felügyelő és segédje, Fontenoy nyomozó nyomozni kezd. A kő akkor bukkan fel újra, amikor Wheeley a verseny közben gyanús kopogást észlel a benzintankból. Később kiderül, hogy Bouchet felügyelő volt a gyémántrablás kitervelője.
A rali alatt Jim Douglas legfőbb ellenfelei:
- Bruno von Stickle (Eric Braeden): Német versenyző, fekete hajjal és bajusszal, akinek sok tapasztalata van az európai ralipályákon. Az autója egy erős Laser 917 (a névadó Porsche másolata a német zászló színeiben), ami a 17-es rajtszámot viseli. Von Stickle félelmetes ellenfélnek tűnik a verseny előtt és közben is.
- Claude Gilbert (Mike Kulcsar): Francia versenyző, aki az európai versenypályákat jól ismeri. Gilbert arról ismert, hogy a versenyeken a teljes arcát takaró sisakot visel, egy fekete színű De Tomaso Panterát vezet, 66-os rajtszámmal. A raliversenyzői képességei Bruno von Stickle-éhez hasonlóak, egészen addig, amíg a verseny utolsó szakaszában összetöri az autót (a baleset véletlenül ugyanazon a helyen történik, ahol később Grace Kelly 1982-ben életét vesztette).
- Diane Darcy (Julie Sommars): Fiatal nő, ismeretlen nemzetiségű, valószínűleg amerikai vagy kanadai. Ő az egyetlen női versenyző a versenyen; a filmben nem esik szó arról, hogy milyen szintű versenyzői tapasztalattal rendelkezik, de nagyon erősnek tartják. Diane egy 1976-os, fehér-sárga csíkos, púderkék Lancia Scorpiont vezet, és a 7-es rajtszámmal versenyez (Herbie első találkozásakor derül ki, hogy az ő autója is animált, sőt, a film vége felé Diane a keresztnevén szólítja: Giselle). Úgy tűnik, Jim a kezdetektől vonzódik Diane-hez.

## Érdekességek
- A filmben 1959-től 1977-ig különböző évjáratú VW Bogárt használtak a szerephez.
- Jim azt mondja, hogy tizenkét éve nem indult versenyen, de az előző film óta csak kilenc év telt el.
- A Herbie at the Monte Carlo raliból Vic Crume által írt és a Scholastic kiadó által megjelentetett könyv is készült.
- A kvalifikációs jeleneteket a Laguna Seca ralin vették fel.
- A L'Étoile de Joie fordítása „az öröm csillaga”.
- A két korábbi film végén Jim Douglas és Carole Bennett házasok, ebben a filmben azonban Douglas egyedülálló.
- Ez az első film, amelyben Herbie szerelmes lesz.
- A cím fordítása azt sugallja, hogy a verseny egy rali, de ez a kifejezés nem helyénvaló, mivel ennek az autóversenyzésnek semmi köze a filmben szereplő versenytípushoz.
- A film egyik jelenetében egy újságosbódé előtt egy újság látható, amely az 1976-os sevesói katasztrófáról szóló híreket közli.
- Diane Darcy karaktere újra felbukkan a Herbie, a szerelmes bogár című sorozatban, amelyben a szerepet Andrea Howard alakítja.

## A filmben szereplő autók
A filmben számos korabeli sportautót használtak, amelyekről egy részleges listát mutatunk be; a leírás csak a négy fő autóra vonatkozik:
- Volkswagen Bogár (Herbie): 1963-as, fehér, piros és kék csíkok a motorháztetőn, fekete 53-as szám egy körben, napfénytető.
- Lancia Scorpion (Giselle): púderkék, fehér és sárga csíkok, sötét 7-es szám, felugró fényszórók (valódi változatban nem létezik).
- De Tomaso Pantera: fekete, fehér csíkokkal, fekete 66-os szám fehér körben.
- Porsche 917: piros, fekete és sárga csíkok, sárga 17-es szám fekete négyzetben.

- Porsche 911, több példányban is megjelenik.
- Porsche 356 Cabrio
- Lancia Fulvia Zagato
- Lancia Stratos Stradale
- Lancia Stratos
- Lotus Elan S3
- Alpine A310
- Lamborghini Miura P400 S
- Ferrari 365 Daytona, több példányban is megjelenik
- Ferrari Dino 246 GT
- Ferrari 250 MM
- BMW 30 CSi E9
- BMW 2002 Turbo
- BMW 2800 CS
- Chevrolet Corvair
- Simca 1500
- Triumph GT6-Plus
- Datsun 260Z
- Datsun 240Z
- Datsun 280Z
- Fiat Dino
- Maserati Indy

## Szereplők
| Szerep                                                    | Színész             | Magyar hang               | Magyar hang               |
| Szerep                                                    | Színész             | 1. szereposztás (eredeti) | 2. szereposztás (Duna TV) |
| Szerep                                                    | Színész             | 1988                      | 1994                      |
| --------------------------------------------------------- | ------------------- | ------------------------- | ------------------------- |
| Jim Douglas, autóversenyző                                | Dean Jones          | TBA                       | Szakácsi Sándor           |
| Wheely Applegate, autószerelő                             | Don Knotts          | TBA                       | Harsányi Gábor            |
| Diane Darcy                                               | Julie Sommars       | TBA                       | Kubik Anna                |
| Bouchet felügyelő                                         | Jacques Marin       | TBA                       | Dobránszky Zoltán         |
| Quincey                                                   | Roy Kinnear         | TBA                       | Horkai János              |
| Max                                                       | Bernard Fox         | TBA                       | Konrád Antal              |
| Bruno Von Stickle                                         | Eric Braeden        | TBA                       | Csankó Zoltán             |
| Fontenoy nyomozó                                          | Xavier Saint-Macary | TBA                       | Juhász Jácint             |
| Monsieur Ribeaux, az „Étoile de Joie” gyémánt tulajdonosa | François Lalande    | TBA                       | Kránitz Lajos             |
| Emile, Monaco főfelügyelője                               | Alan Caillou        | TBA                       | Buss Gyula                |
| Duval, a gyémánt őre                                      | Laurie Main         | TBA                       | Orosz István              |

## Értékelés
A film 10 értékelés alapján 60%-os, „Friss” besorolást kapott a Rotten Tomatoes-on.

## Fordítás
- Ez a szócikk részben vagy egészben  a   Herbie al rally di Montecarlo című olasz Wikipédia-szócikk fordításán alapul.  Az eredeti cikk szerkesztőit annak laptörténete sorolja fel. Ez a jelzés csupán a megfogalmazás eredetét és a szerzői jogokat jelzi, nem szolgál a cikkben szereplő információk forrásmegjelöléseként.
- Ez a szócikk részben vagy egészben  a   Der tolle Käfer in der Rallye Monte Carlo című német Wikipédia-szócikk fordításán alapul.  Az eredeti cikk szerkesztőit annak laptörténete sorolja fel. Ez a jelzés csupán a megfogalmazás eredetét és a szerzői jogokat jelzi, nem szolgál a cikkben szereplő információk forrásmegjelöléseként.